# Tanezrouft

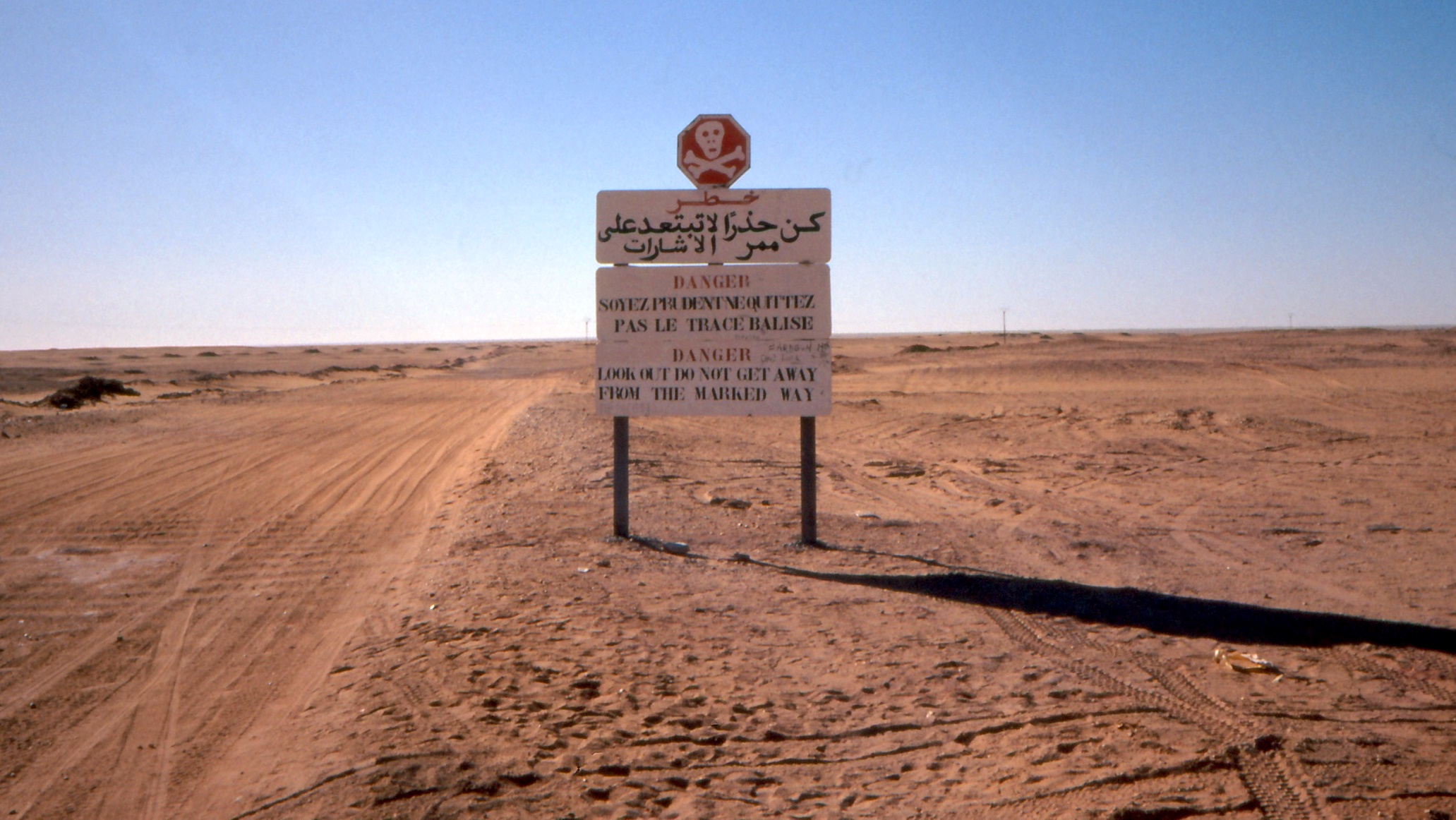
Señal de peligro en Tanezrouft.

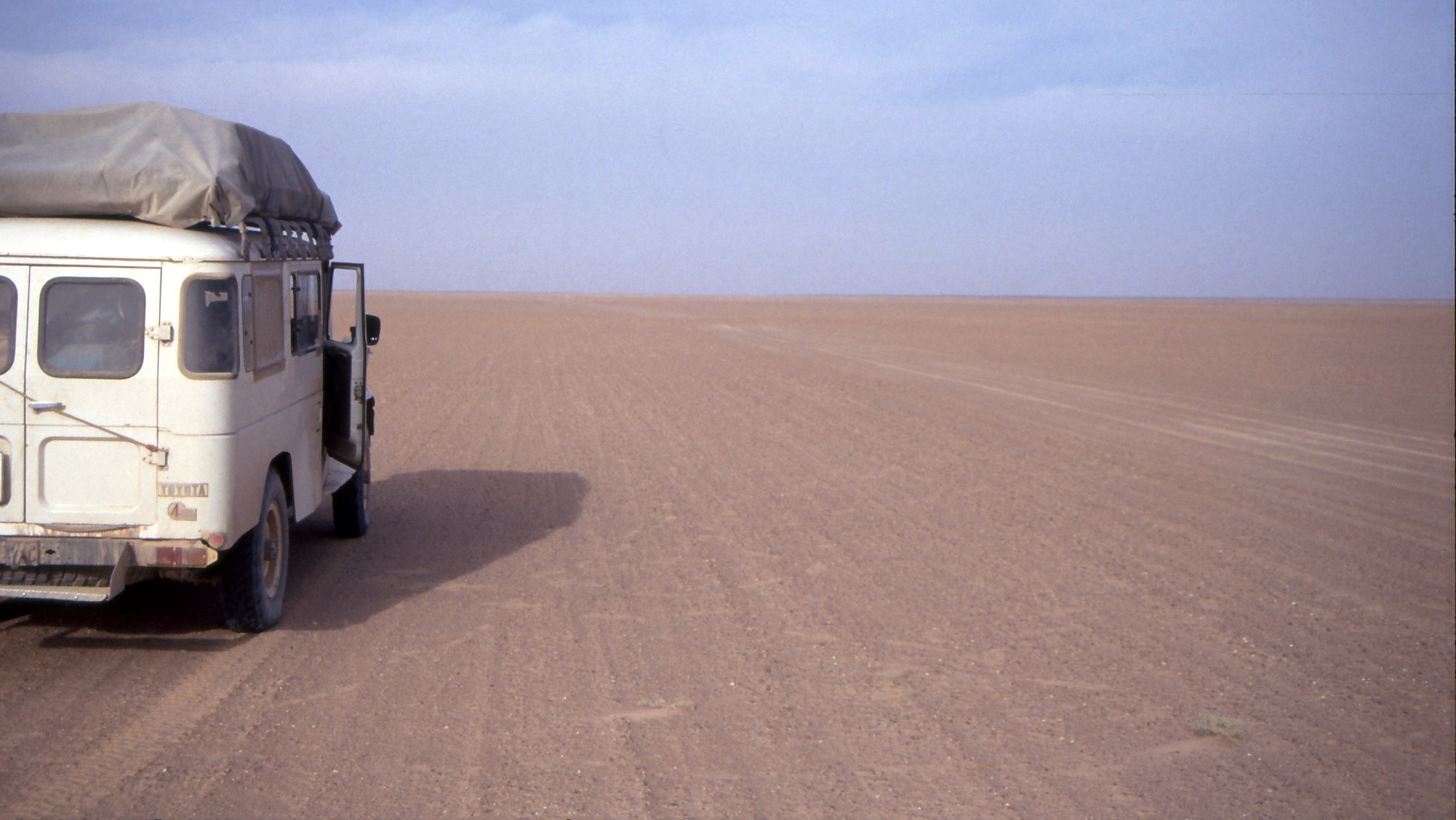
Coche en el Tanezrouft en Mali.

El Tanezrouft (en árabe: تنزروفت‎) es una de las partes más desoladas del desierto del Sahara. Se encuentra en las fronteras entre Argelia, Níger y Malí, al oeste de los montes Hoggar.

## Características geográficas
Tanezrouft es una extensión occidental de los montes Hoggar, si bien está compuesto de diferentes elementos: el Tanezrouft está formado fundamentalmente de depósitos de arenisca, mientras que las formaciones del Hoggar son de roca metamórfica.
Las colinas de arenisca de Tanezrouft contienen pronunciados cañones y desfiladeros, algunos de una altura de hasta 500 metros de elevación. Numerosas dunas de arena se alzan, intercaladas con afloramientos de arenisca. El terreno muestra la evidencia severa de la erosión producida por el agua hace mucho tiempo, cuando el clima del desierto del Sáhara era mucho más húmedo. La pluviometría actual es menor de 8 cm. En la era actual el terreno ha sido moldeado por la erosión del viento, que ocurre mucho más rápido que en otras áreas, dado que no existe prácticamente ningún tipo de vegetación que mantenga la superficie en su lugar.
Tanezrouft ha sido tradicionalmente evitado por las civilizaciones cercanas (se conoce como la "Tierra de los Sedientos"). Una ruta comercial transahariana pudo haber conectado esta área con Gadamés y los montes Hoggar quizá desde el año 500 A. C. Actualmente es recorrido de norte a sur por la autopista transahariana, desde Béchar en Argelia hasta Gao en Malí. Poste Maurice Cortier es una estación de repostaje que se encuentra en la ruta. Tanezrouft está prácticamente deshabitado. Sus escasos moradores nómadas son tuareg.

## Fauna
En la porción nigerina del Tanezrouft existen poblaciones de lobo pintado, especie en peligro de extinción. Antiguamente eran visibles al oeste de los montes Hoggar, pero actualmente se creen extintos en todo Níger.